# Parberya arxii
Parberya arxii är en svampart som först beskrevs av P.F. Cannon, och fick sitt nu gällande namn av C.A. Pearce & K.D. Hyde 2001. Parberya arxii ingår i släktet Parberya och familjen Phyllachoraceae.   Inga underarter finns listade i Catalogue of Life.